# When the Earth Trembled
When the Earth Trembled is een Amerikaanse stomme rampenfilm uit 1913 onder regie van Barry O'Neil. De hoofdrollen worden vertolkt door Ethel Clayton en Harry Myers. Het is mogelijk de eerste fictiefilm die de aardbeving van San Francisco in 1906 in beeld brengt. Een van de titels waaronder de film destijds in Nederland uitgebracht werd is De aardbeving van San Francisco.

## Verhaal
William Girard is geschokt als hij te weten komt dat zijn zoon Paul verliefd is geworden op Dora Sims, de dochter van zijn zakenpartner. Als hij ontdekt dat zijn zoon en Dora getrouwd zijn, verstoot hij zijn zoon en verbreekt hij alle samenwerking met Sims. Paul gaat voor zijn schoonvader werken, maar zonder zijn medeweten koopt zijn vader aandelen in het bedrijf met de bedoeling om het bedrijf te gepasten tijde te ruïneren.
Jaren later verlaat Paul tijdelijk zijn vrouw en twee kinderen voor een zakenreis naar Samoa, maar zijn boot lijdt schipbreuk en hij wordt dood gewaand. Een rouwende William stelt de verkoop van de aandelen uit. Een aardbeving treft echter de stad, waardoor Sims omkomt en zijn bedrijf verwoest wordt. Dora moet gaan werken om voor haar gezin te zorgen, maar haar dochter wordt ziek.
William is ontroerd als hij een foto van zijn kleinkinderen ziet en vraagt zijn advocaat John Pearce om de kinderen op te sporen en hun moeder te vertellen dat hij bereid is om voor ze te zorgen. Als Dora het aanbod hoort, is ze geschokt en weigert, maar ze geeft uiteindelijk toe als ze beseft hoe ziek haar dochter is. De kinderen worden naar hun grootvader gebracht, waar ze verwend worden met al het speelgoed en de kleren die ze maar kunnen wensen. William vraagt Pearce om een gouvernante te zoeken. Pearce adviseert Dora om zich te vermommen en aan de slag te gaan als gouvernante voor haar eigen kinderen.
Ondertussen komt Paul, die de schipbreuk heeft overleefd, erachter dat niemand van zijn vrouw en kinderen heeft gehoord en dat ze vermoedelijk dood zijn. Terug thuis gaat hij naar Pearce, die hem naar zijn vader brengt. Als Dora ziet dat haar man terug is, onthult ze haar ware identiteit en wordt ze verwelkomd in het gezin door William, die ondertussen de kans heeft gehad om te zien wat een geweldige moeder ze is.

## Rolverdeling
| Acteur                 | Personage         |
| ---------------------- | ----------------- |
| Harry Myers            | Paul Girard       |
| Ethel Clayton          | Dora Sims         |
| Bartley McCullum       | William Girard    |
| Peter Lang             | John Pearce       |
| Richard Morris         | Mr. Sims          |
| Layton Meisle          | Dora's zoontje    |
| Mary Powers            | Dora's dochtertje |
| Mrs. George W. Walters | Coffee Mary       |

## Trivia
- Door de drang van regisseur O'Neil om de film zo realistisch mogelijk te maken, raakte Clayton gewond toen een kroonluchter op haar viel tijdens de aardbevingsscène.[3]
- Er waren vier maanden nodig om de aardbeving te reconstrueren, wat voor die tijd ongezien lang was.[1]
- Lubin Studios hergebruikte een deel van zijn eigen journaalbeelden uit 1906 van de nasleep van de aardbeving. Het grootste deel van de Lubin-journaalbeelden werd later vernietigd bij een brand in de filmkluis.[1]
- De film werd lange tijd verloren gewaand. In 2015 werd de film gerestaureerd door het Eye Filmmuseum in Amsterdam op basis van drie onvolledige kopieën van respectievelijk het Eye Filmmuseum, het British Film Institute en het Museum of Modern Art.[4] De gerestaureerde versie werd voor het eerst vertoond op 28 maart 2015 in het Eye Filmmuseum en was later dat jaar ook nog te zien tijdens het San Francisco Silent Film Festival.[3]